# Chaetophora grisea
Chaetophora grisea là một loài bọ cánh cứng trong họ Byrrhidae. Loài này được Le Conte miêu tả khoa học năm 1879.